# Лоддиджз, Джордж
Джордж Лоддиджз (англ. George Loddiges; 1786—1846) — британский садовод.

## Биография
Джордж Лоддиджз родился 12 марта 1786 года (иногда указывается 1784 год) в семье ботаника Конрада Лоддиджза и Сары Олдус в приходе Хакни на территории современного Лондона. Вместе со своим старшим братом Уильямом (1776—1849) с детства был занят в питомнике отца. В 1811 году женился на Джейн Крейтон (1787—1859).
С 1817 по 1834 выходило собрание иллюстраций с описаниями растений The Botanical Cabinet, издаваемое «Конрадом Лоддиджзом и сыновьями». Редактором и автором основной части текста был Джордж Лоддиджз.
Джордж Лоддиджз был членом многих научных обществ Лондона. Среди них Линнеевское, Зоологическое и Микроскопическое общества. Помимо коллекции растений питомника Джордж также был хозяином коллекции около 200 видов колибри. В 1933 году она была передана Британскому музею.
Джордж Лоддиджз скончался 5 июня 1846 года.

## Некоторые научные публикации
- Loddiges, C. et al. The Botanical Cabinet. — 1813—1834.